# Season of Glass
Season of Glass ist das sechste Solo-Studioalbum von Yoko Ono. Gleichzeitig ist es einschließlich der drei Avantgarde-Alben sowie Some Time in New York City und Double Fantasy mit ihrem Ehemann John Lennon und des Live-Albums der Plastic Ono Band das insgesamt zwölfte Album Yoko Onos. Es wurde am 12. Juni 1981 in Großbritannien und am 3. Juni 1981 in den USA veröffentlicht.

## Entstehungsgeschichte
John Lennon und Yoko Ono waren vor dem 8. Dezember 1980 in einer neuen Schaffensphase und hatten nach der Veröffentlichung ihres Comeback-Albums Double Fantasy mehrere künstlerische Ideen, so planten sie nach Fertigstellung des nächsten Albums Milk and Honey, erstmals mit den Studiomusikern von Double Fantasy auf Tournee zu gehen. Diese Tournee sollte im Frühjahr 1981 in Japan beginnen, gefolgt von Europa und den USA. Weiterhin sollte eine Yoko-Ono-EP mit dem Titel Yoko Only erscheinen, die folgende Titel enthalten sollte: Walking on Thin Ice sowie Remixe von Open Your Box, Kiss Kiss Kiss und  Every Man Has a Woman Who Loves Him.
Am Abend des 8. Dezember 1980 arbeiteten John Lennon und Yoko an der endgültigen Abmischung der Ono-Komposition Walking on Thin Ice im Record Plant-East. Sie kehrten erst um 22:48 Uhr zum Dakota Building zurück. Nachdem sie am Torbogen des Dakota-Gebäudes vorbeigegangen waren, schoss der Mörder aus etwa sechs Metern Entfernung mit einem Revolver auf John Lennon. Lennon erlag um 23:07 Uhr seinen schweren Verletzungen. Nach dem Tod war das öffentliche Interesse betreffend John Lennon und Yoko Ono sehr groß.
Während der Vermarktungsphase des Albums Double Fantasy erschien im Februar 1981 die Single Walking on Thin Ice, die der größte kommerzielle Erfolg für Yoko Ono wurde (USA: Platz 58, Großbritannien: Platz 35).
Im April 1981 begab sich Yoko Ono wieder in die Hit Factory Studios mit den Studiomusikern der Double-Fantasy-Sessions. Phil Spector, mit dem John Lennon während der Aufnahmen zum Album Rock ’n’ Roll schlechte Erfahrungen gemacht hatte, wurde weiterer Produzent. Das Album enthält mehrere Anspielungen auf den Tod von John Lennon, die Kontroversen auslösten, so ist auf dem Cover neben einem Glas Wasser die blutverschmierte Brille von John Lennon zu sehen, die er an seinem Todestag trug. Die Lieder Goodbye Sadness, I Don’t Know Why und No, No, No nehmen Bezug auf den Tod von John Lennon. No, No, No beginnt mit vier Schüssen, weiterhin führt Yoko Ono auf dem Album ein fiktives Telefonat mit John Lennon. I Don’t Know Why wurde einen Tag nach dem Tod von John Lennon komponiert. Vor dem Lied Even When You're Far Away trägt der fünfjährige Sean Lennon eine kurze Geschichte vor.
Yoko Ono erklärt im Begleitheft der Onobox, dass das Lied No, No, No ihren Zustand in den ersten Monaten nach dem Tod von John Lennon wiedergibt. Weiterhin erwähnt sie, dass das Cover von der Schallplattenfirma Geffen Records abgelehnt wurde, sie aber darauf bestand, da nach ihrer Meinung, das Cover das zeige, was John Lennon jetzt sei. Weiterhin wird aufgeführt, das Nobody Sees Me Like You Do im Jahr 1973, Even When You’re Far Away und Extension 33 im Jahr 1974 sowie Silverhorse im Jahr 1980 komponiert wurde.
Am 8. August 1980 wurde während der Double-Fantasy-Sessions eine Probeaufnahme des Ono-Lieds Nobody Sees Me Like You Do eingespielt, die bisher aber nur auf Bootlegs erhältlich ist. Eine Neuaufnahme des Liedes erschien auf dem Yoko-Ono-Album Season of Glass. Laut Yoko Ono mochte John Lennon das Lied. Will You Touch Me, Dogtown und She Gets Down on Her Knees wurden erstmals für das Album  A Story im Jahr 1974 aufgenommen und für das Album neu eingespielt.
In Großbritannien wurde dem Album noch zusätzlich die 7″-Single Walking on Thin Ice / It Happened beigelegt.
Das weitere aufgenommene, aber nicht verwendete Lied Open Your Soul to Me erschien im Jahr 1992 auf der Onobox, es wurde im Jahr 1980 komponiert.
Seasons of Glass ist das bisher kommerziell erfolgreichste Album von Yoko Ono.

## Cover
Die Covergestaltung erfolgte von Yoko Ono sowie Christopher Whorf. Das Coverfoto stammt von Yoko Ono.

## Titelliste
Alle Titel des Albums wurden von Yoko Ono komponiert.
- Seite 1

1. Goodbye Sadness – 3:48
2. Mindweaver – 4:24
3. Even When You’re Far Away – 4:12
4. Nobody Sees Me Like You Do – 3:13
5. Turn of the Wheel – 2:41
6. Dogtown – 3:32
7. Silver Horse – 3:03

- Seite 2

1. I Don’t Know Why – 4:18
2. Extension 33 – 2:45
3. No, No, No – 2:43
4. Will You Touch Me – 2:37
5. She Gets Down on Her Knees – 4:13
6. Toyboat – 3:31
7. Mother of the Universe – 4:26

- CD-Bonustitel

1. Walking on Thin Ice – 6:56
2. I Don’t Know Why (Demo) – 2:48

## Wiederveröffentlichung
Die Erstveröffentlichung des vollständigen Albums im CD-Format erfolgte von Rykodisc Records am 8. September 1997 und beinhaltet zwei zusätzliche Lieder, die beide nicht von den Aufnahmesessions stammen. Walking on Thin Ice ist die Singleversion, die am 8. Dezember 1980 fertiggestellt und im Februar 1981 veröffentlicht wurde. An das Lied wurde ein knapp einminütiger Dialog zwischen John Lennon und Yoko Ono angehängt, der ursprünglich in einer kürzeren Version für das Lied It Happened verwendet wurde. I Don’t Know Why wurde von Yoko Ono am 9. Dezember 1980, einen Tag nach der Ermordung von John Lennon als Demo aufgenommen. Die CD-Veröffentlichung wurde von George Marino und Rob Stevens in den Sterling Sound Studios neu remastert.

## Single-Auskopplungen

### Walking on Thin Ice
Yoko Ono hatte am 20. Februar 1981 in Großbritannien und am 6. Februar 1981 in den USA den Titel Walking on Thin Ice veröffentlicht, der während der Sessions zum Album Double Fantasy aufgenommen worden war. In Deutschland erschien die Single auch im 12″-Format.
Die B-Seite It Happened ist eine weitere Ono-Komposition, die ursprünglich im Jahre 1974 aufgenommen und im Jahre 1980 von Jack Douglas, John Lennon und Yoko Ono neu abgemischt wurde. Das Lied beginnt mit einem Gespräch von Lennon und Ono, das am 21. November 1980 im Central Park in New York aufgenommen wurde. Das Original erschien am 22. Juli 1997 auf dem Album A Story.
Die US-amerikanische Promotion-12″-Vinyl-Single enthält noch zusätzlich das Lied Hard Times Are Over vom Album Double Fantasy, wie auch die britische Kassetten-Single.

### No, No, No
Als erste Single wurde  No, No, No / Will You Touch Me in den USA am 26. August 1981 aus dem Album ausgekoppelt. Die US-amerikanische Promotion-12″-Vinyl-Single enthält noch die Lieder Dogtown, I Don’t Know Why und She Gets Down on Her Knees auf der B-Seite. In Großbritannien und Deutschland wurde die Single nicht veröffentlicht.

### Goodbye Sadness
In den USA erschien am 30. September 1981 die Single Goodbye Sadness / I Don't Know Why. In Großbritannien und Deutschland wurde die Single nicht veröffentlicht.

## Chartplatzierungen
| ChartsChartplatzierungen       | Höchstplatzierung | Wochen |
| ------------------------------ | ----------------- | ------ |
| Vereinigtes Königreich (OCC)   | 47 (2 Wo.)        | 2      |
| Vereinigte Staaten (Billboard) | 49 (9 Wo.)        | 9      |

Walking on Thin Ice, erreichte in den USA Platz 58 und in Großbritannien Platz 35 der Charts. Die beiden anderen oben erwähnten Singles platzierten sich nicht in den Charts.